# Kvalsund
Kvalsund è un ex comune norvegese della contea di Finnmark. Dal 1º gennaio 2020 è diventato parte del comune di Hammerfest.